# Abrocomophaga hellenthali

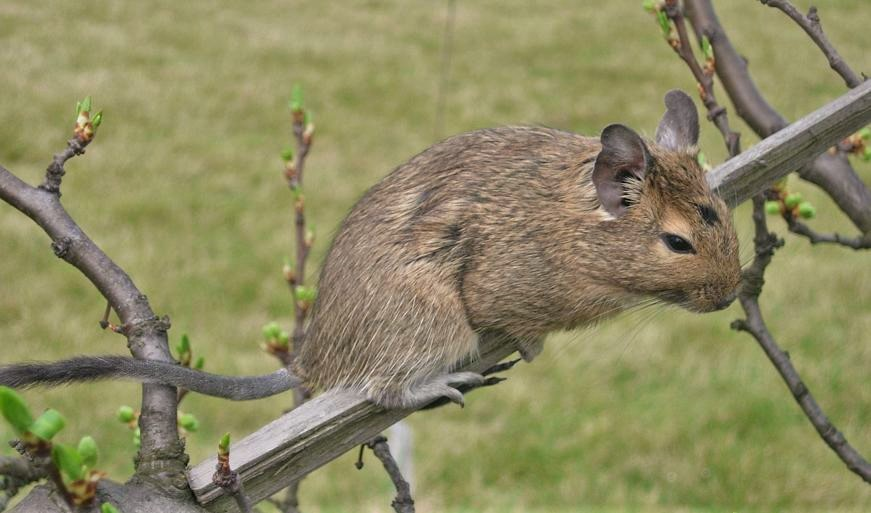
Вид-хозяин вшей — грызун дегу

Abrocomophaga hellenthali  (лат.) — вид бескрылых насекомых семейства Gyropidae из отряда пухоедов и вшей. Постоянные паразиты млекопитающих. Южная Америка. Эндемик Чили.

## Описание
Мелкие вши, длина самцов 0,83 — 0,88 мм (самки: 0,94 — 0,98 мм). Усики 4-члениковые. Нижнегубные щупики 2-члениковые. Голова треугольной формы. Проторакс шире своей длины, с парой дыхалец. Мезонотум и метанотум не слиты вместе. Ноги почти одинаковой длины с одним немодифицированным коготком. Брюшко длинное и узкое. 3-7-й абдоминальные сегменты с парой дыхалец (всего 5 пар брюшных дыхалец); на 8-м сегменте дыхальца отсутствуют. Гениталии самцов симметричные.
Паразитируют на чилийских восьмизубовых грызунах вида Дегу (Octodon degus, Octodontidae), включённом в Международную Красную книгу. Был впервые описан в 2000 году американскими энтомологами Роджером Прайсом (Price Roger D.; St. Paul, Миннесота, США) и Робертом М. Тиммом (Robert M. Timm; University of Kansas, Lawrence). В настоящее время (вместе с видами Abrocomophaga chilensis и Abrocomophaga emmons Price & Timm, 2000) включён в семейство Gyropidae подотряда Amblycera. Название дано в честь зоолога Рональда Хелленталя (Ronald A. Hellenthal, University of Notre Dame).